# USAジェット航空199便墜落事故
USAジェット航空199便墜落事故（USAジェットこうくう199びんついらくじこ）は、2008年7月6日に発生した航空事故である。ウィロー・ラン空港からハミルトン・ジョン・C・マンロ国際空港、シュリーブポート地域空港を経由してサルティーヨ空港へ向かっていたUSAジェット航空199便（ダグラス DC-9-15F貨物輸送機）が、サルティーヨ空港付近の工業地帯に墜落した。事故により機長が死亡し、副操縦士が重度の火傷を負った。

## 飛行の詳細

### 事故機

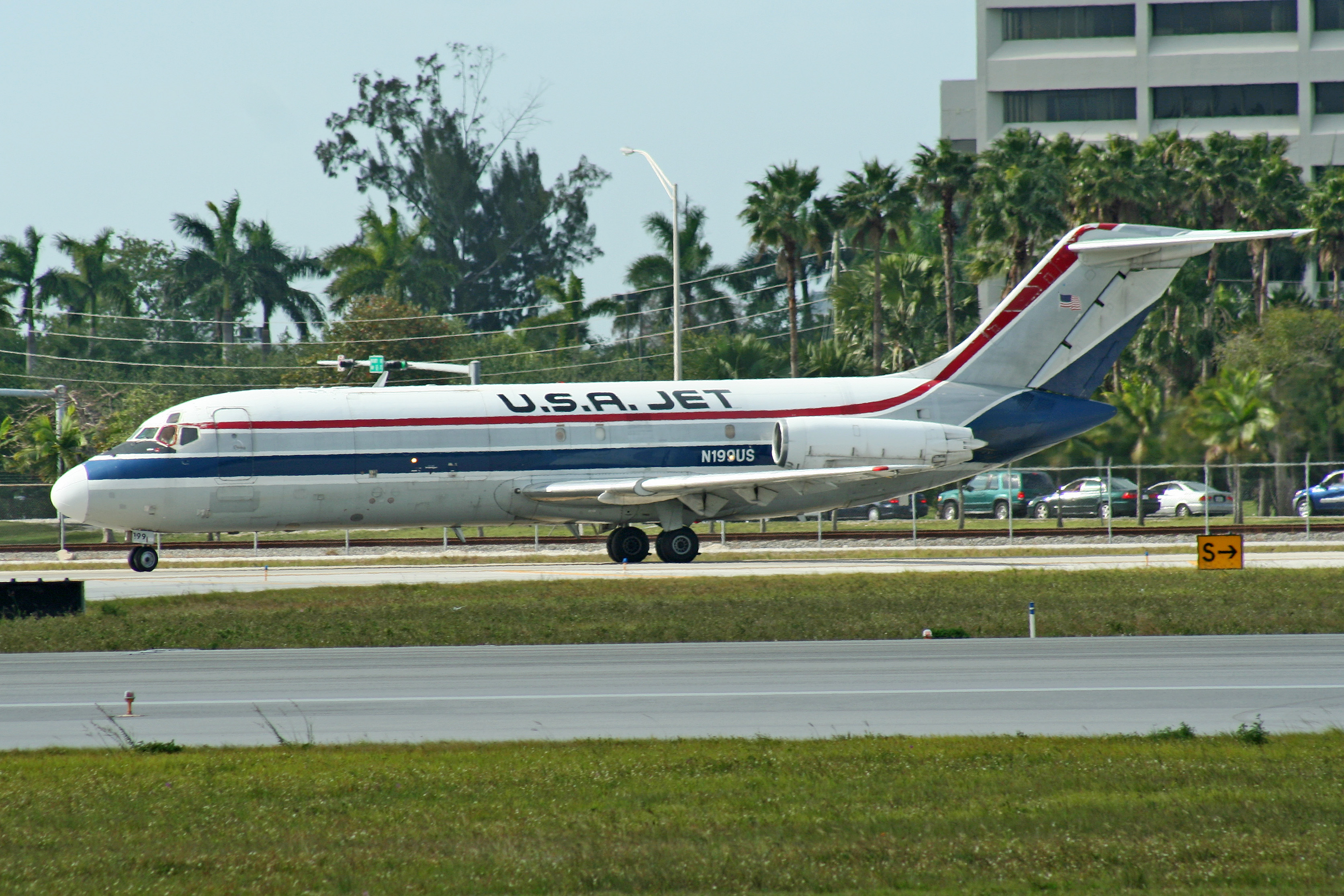
2008年4月に撮影された事故機

事故機のダグラス DC-9-15F（N199US）は、製造番号47153として1967年に製造された。同年10月にコンチネンタル航空に納入され、複数の航空会社を経て1996年7月にUSAジェット航空の機材となった。エンジンはプラット・アンド・ホイットニー JT8D-7Bを搭載していた。

### 乗員
機長は46歳の男性で、1998年3月からUSAジェット航空に雇われていた。総飛行時間は7,146時間で、DC-9では2,587時間の飛行経験があった。USAジェット航空の記録よれば訓練や試験を担当したインストラクターによる機長に対する否定的な意見は無く、優れた技能や良いCRMスキルを持っていると賞賛されていた。事故時点で機長は8時間13分間勤務しており、そのうちの5.4時間が飛行業務だった。
副操縦士は47歳の男性で、2008年2月からUSAジェット航空に雇われていた。総飛行時間は6,822時間で、DC-9では88時間の飛行経験があった。副操縦士がDC-9の乗務に関する訓練を修了したのは2008年6月21日で、修了後から事故までの間に5回の飛行を経験していた。副操縦士の訓練を担当した飛行教官は副操縦士について知識が豊富で熱心であるが、一部の操縦操作には修正すべき点があったとコメントした。副操縦士はセンターラインを維持したまま機体を着陸させることに苦労していた。

## 事故の経緯
199便は、ウィロー・ラン空港を出発しハミルトン・ジョン・C・マンロ国際空港に向かい、ここで貨物を積載した後にシュリーブポート地域空港を経由してサルティーヨ空港へ向かっていた。シュリーブポート地域空港にはCDT23時19分に着陸し、23時48分にサルティーヨへ向けて離陸した。機体にはおよそ3.6tの自動車部品が積み込まれていた。
サルティーヨ空港へ向け、6,000フィート (1,800 m)付近を降下している時、機長は副操縦士席側のグライド・スロープインジケータが誤表示を起こしているのではないかと言った。これに対し、副操縦士はそのように見えると返答した。更に降下を続けているとEGPWSが「Sink late（降下率）」の警告を出した。フライトデータレコーダーによると、事故機は1,500フィート (460 m)まで毎分3,000フィート (910 m)という高い降下率で降下していた。
500フィート (150 m)付近で副操縦士が高度を読み上げ、管制業務はモンテレイからサルティーヨに引き継がれた。機長は着陸許可は得たかと聞き、副操縦士はまだ得ていないと返答した。300フィート (91 m)で機長は地表が見えないと述べ、同時にエンジン出力が上げられた。墜落の9秒前、右エンジンがコンプレッサー・ストールを起こした。空港の監視カメラによると、この時機体は右に15度傾いた。その後、機体は左に55度傾き、再び右へ85度傾いた。右主翼先端が滑走路17から480m地点の地表に接触し、送電線2本を破壊した。最終的に機体は空港の北800m地点の道路に墜落した。

## 事故調査
メキシコの事故調査委員会が調査を行った。回収されたフライトデータレコーダーとコックピットボイスレコーダーは分析のためNTSB（米国国家運輸安全委員会）に送られた。また、調査にはFAA（米国連邦航空局）とボーイング、プラット・アンド・ホイットニーが参加した。
初期調査ではパイロットが滑走路を取り違え、それに気付き着陸復航を行おうとしていた可能性が示唆された。

### 事故原因
最終報告書では以下の事が事故の要因になったと述べられた。
- 空港付近の気象条件が悪かったこと
- 不安定にもかかわらず着陸進入を継続したこと
- パイロットが疲労していたこと
- 副操縦士の経験が不足していたこと
- パイロットが標準的な手順を守らなかったこと
- サルティーヨ管制が手順を守らなかったこと
- 当局による管理監督が欠如していたこと
- その他、単独であれば問題にならないようなことが幾つも重なったこと

事故機のパイロットは前日から事故までの間に2区間の飛行を行っていた。事故当時、パイロット達は必要な休息をとれていなかった。また、副操縦士は2008年4月から同型機での訓練を受けていたが、訓練以外でのDC-9における総飛行時間は7.5時間程度だった。
パイロットがサルティーヨ管制に気象情報を聞いたとき、管制官は空港付近に濃霧の層があることを把握していたが、パイロットには伝えなかった。そのため、パイロットは最終進入において濃霧の層があること知らず、これが機長の状況認識を妨げたと推定された。
加えて、機長席側のフライト・ディレクターのバーが正常に作動しておらず、機長へ掛かる作業量が増加した。さらに、副操縦士は機長との間に大きな経験の差があると感じ、適切な注意や指摘を行えなかった。
最終進入では、機体は通常よりも2倍近く高い位置を飛行していた。機長は適切な飛行経路に戻すため、フラップを10度から30度まで段階を踏まずに展開した。また、エンジンはアイドル状態にされていた。そのため、復航を試みようとエンジンの出力を急激に上げた際、右エンジンがコンプレッサー・ストールを起こした。